# Briana Middleton
Briana Middleton es una actriz, cantante y compositora estadounidense.

## Primeros años
Middleton es alumna de The Ensworth School. Estudió teatro en la Universidad Carnegie Mellon y en la Escuela de Artes de la Universidad de Carolina del Norte.

## Carrera
La carrera de actuación de Middleton comenzó a aumentar en 2021, cuando fue elegida para el drama de George Clooney The Tender Bar, The Inheritance, y Sharper coprotagonizada por Julianne Moore. También había sido elegida para un papel principal en la serie Little Town de Disney+, que servirá como precuela de la adaptación de La bella y la bestia de 2017, sin embargo, la serie se retrasó indefinidamente en febrero de 2022.
En febrero de 2023, fue elegida para protagonizar Metropolis, una adaptación en miniserie de la novela de ciencia ficción de Thea von Harbou que será dirigida y escrita por Sam Esmail.

## Vida personal
Middleton creció en una familia de militares y vivió en Alemania, Tennessee y Luisiana. Actualmente vive en Nueva Orleans.

## Filmografía

### Películas
| Year | Title           | Role   | Notes |
| ---- | --------------- | ------ | ----- |
| 2021 | The Tender Bar  | Sidney |       |
| 2023 | Sharper         | Sandra |       |
| 2024 | The Inheritance | Hannah |       |